# La cittadella (film 1988)
La cittadella (El kalaa) è un film del 1988 diretto da Mohamed Chouikh.